# Psych

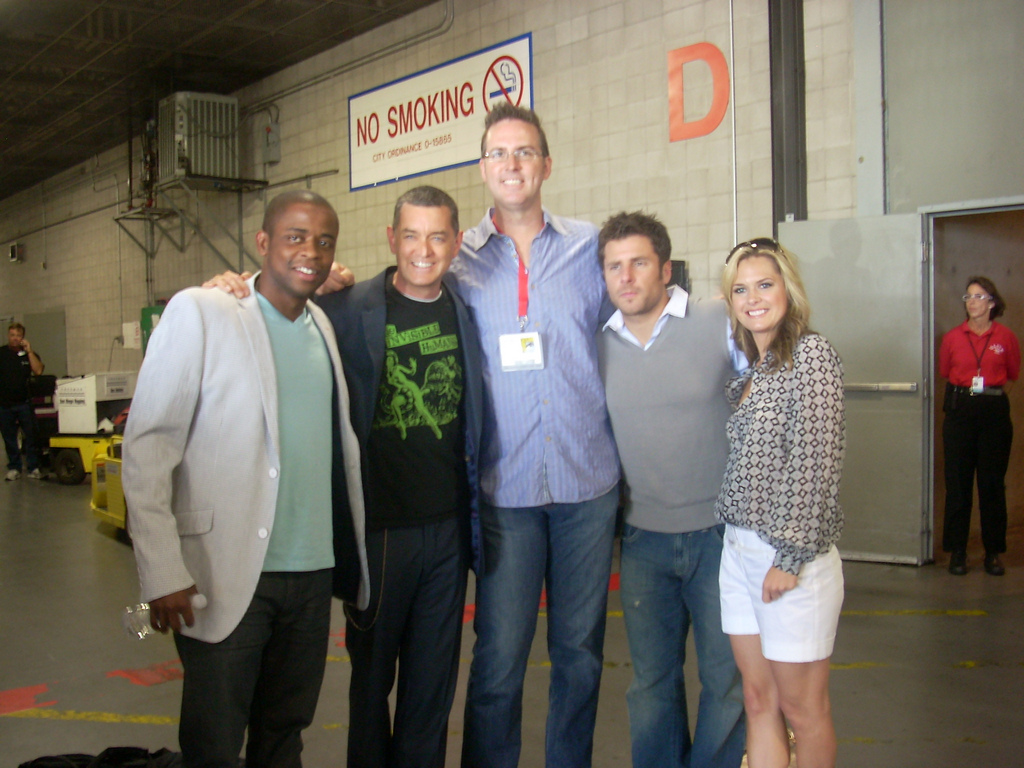
De cast van Psych (2009)

Psych is een Amerikaanse televisieserie. De serie combineert elementen uit het misdaad-, komedie- en dramagenre. De serie is bedacht door Steve Franks en wordt in Amerika uitgezonden op USA Network. In Nederland is de serie te zien op Comedy Central. De hoofdrollen worden vertolkt door James Roday en Dulé Hill.

## Verhaal
De serie volgt Shawn Spencer, een jonge adviseur van de politie van Santa Barbara (SBPD). Hij staat bekend als een zogenaamde "psychic detective"; iemand die via paranormale gaven zoals helderziendheid misdaden oplost. In werkelijkheid is Shawn niet helderziend, maar heeft hij enkel een zeer goed geheugen en waarnemingsvermogen, waardoor hij zelfs uit kleine, schijnbaar nutteloze zaken, cruciale informatie kan afleiden.
Hij wordt bijgestaan door zijn beste vriend Burton "Gus" Guster. Tevens komt hij regelmatig bij bazige vader, Henry Spencer, over de vloer. Zij samen en later Juliet O'Hara en een priester aan wie hij het opbiechte, zijn de enigen die weten dat Shawn geen echte helderziende is.
In flashbacks is te zien dat Henry Spencer ervan uitging dat zijn zoon in zijn voetstappen zou treden als politieagent. In voorbereiding op die taak legt Henry zijn zoon als kind vaak raadsels voor om zodoende zijn observatie- en deductievaardigheden te testen. Tevens blijkt uit de flashbacks dat Shawn bij de politie betrokken raakte toen hij verdachte werd in een zaak omdat hij dingen wist die, volgens redenering van de politie, alleen de dader kon weten. Om zichzelf te redden deed Shawn zich toen voor als helderziende. De chef (Karen Vick) was onder de indruk van zijn gaven en vond dat ze iemand met zulke gaven goed konden gebruiken. Sindsdien is hij gedwongen deze maskerade vol te houden, anders zal hij weer worden gearresteerd. Vooral Carlton "Lassie" Lassiter, de hoofddetective van de politie, is sceptisch over Shawns "gave".

## Rolverdeling
| Acteur           | Personage           | Opmerkingen                                        |
| ---------------- | ------------------- | -------------------------------------------------- |
| James Roday      | Shawn Spencer       | hoofdrol                                           |
| Dulé Hill        | Burton 'Gus' Guster | Shawns 'partner'                                   |
| Timothy Omundson | Carlton Lassiter    | hoofddetective van de SBPD                         |
| Maggie Lawson    | Juliet O'Hara       | junior detective van de SBPD en Lassiter's partner |
| Liam James       | Jonge Shawn Spencer | Jonge versie van hoofdrol                          |
| Corbin Bernsen   | Henry Spencer       | Shawn's vader                                      |

## Productie
Psych wordt opgenomen in White Rock en Vancouver. Alleen beelden van de stad zelf en de opnames bij de rechtbank zijn daadwerkelijk gefilmd in Santa Barbara.
De animatie voor de tussenstukjes "The Big Adventures Of Little Shawn And Gus" worden gemaakt door J.J. Sedelmaier Productions, Inc. De muziek en geluidseffecten worden verzorgd door Fred Weinberg.
De titelsong van de serie is "I Know You Know" van The Friendly Indians, de band van Steve Franks.
De honderdste aflevering is een hommage aan de film Clue

## Romans
William Rabkin heeft een reeks romans geschreven aan de hand van de serie.
- Psych: A Mind is A Terrible Thing to Read.
- Psych: Mind Over Magic.
- Psych: The Call of the Mild.
- Psych: A Fatal Frame of Mind.[2]